# Saint-Leu, Réunion
Saint-Leu là một xã thuộc tỉnh Réunion.

## Xem thêm

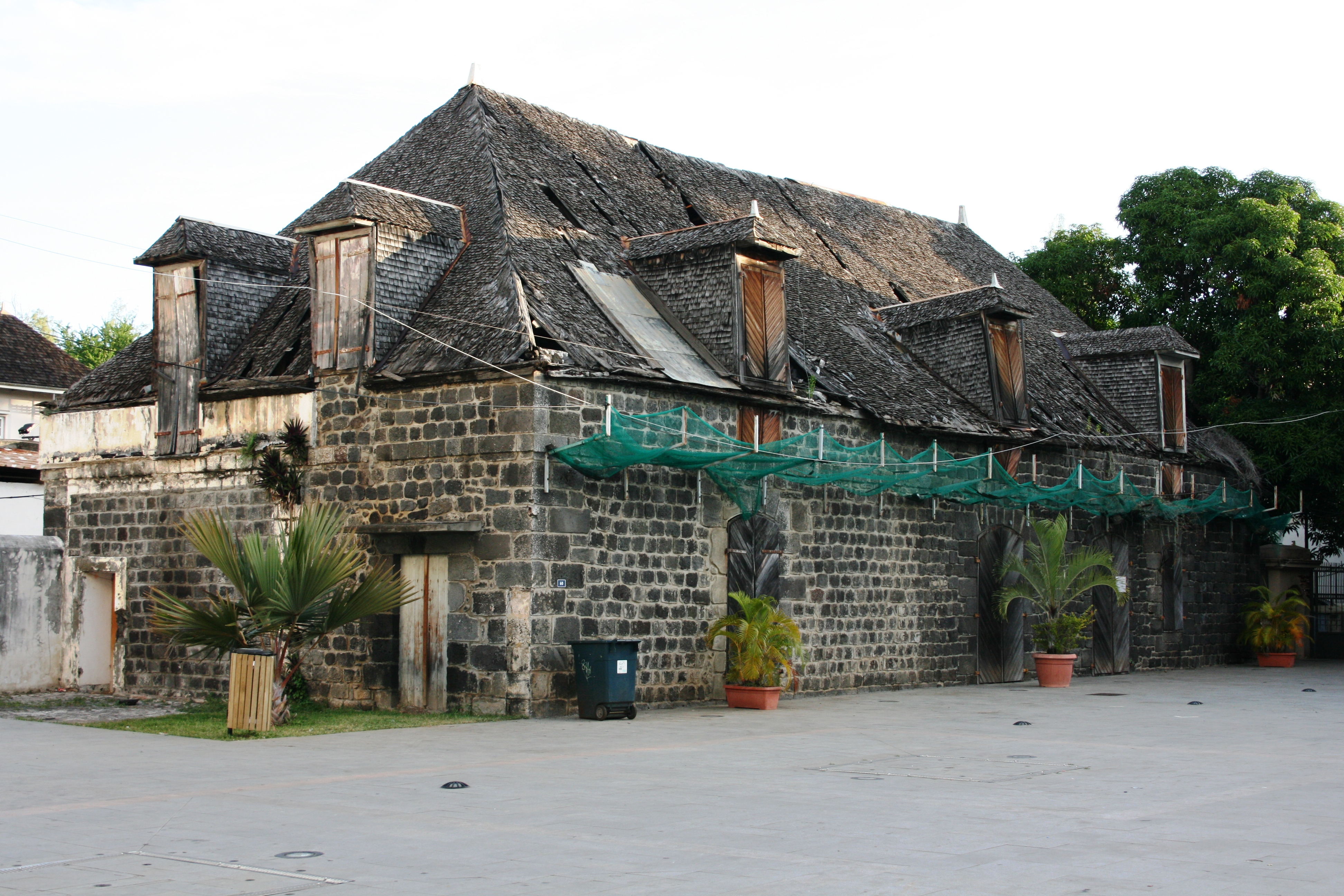
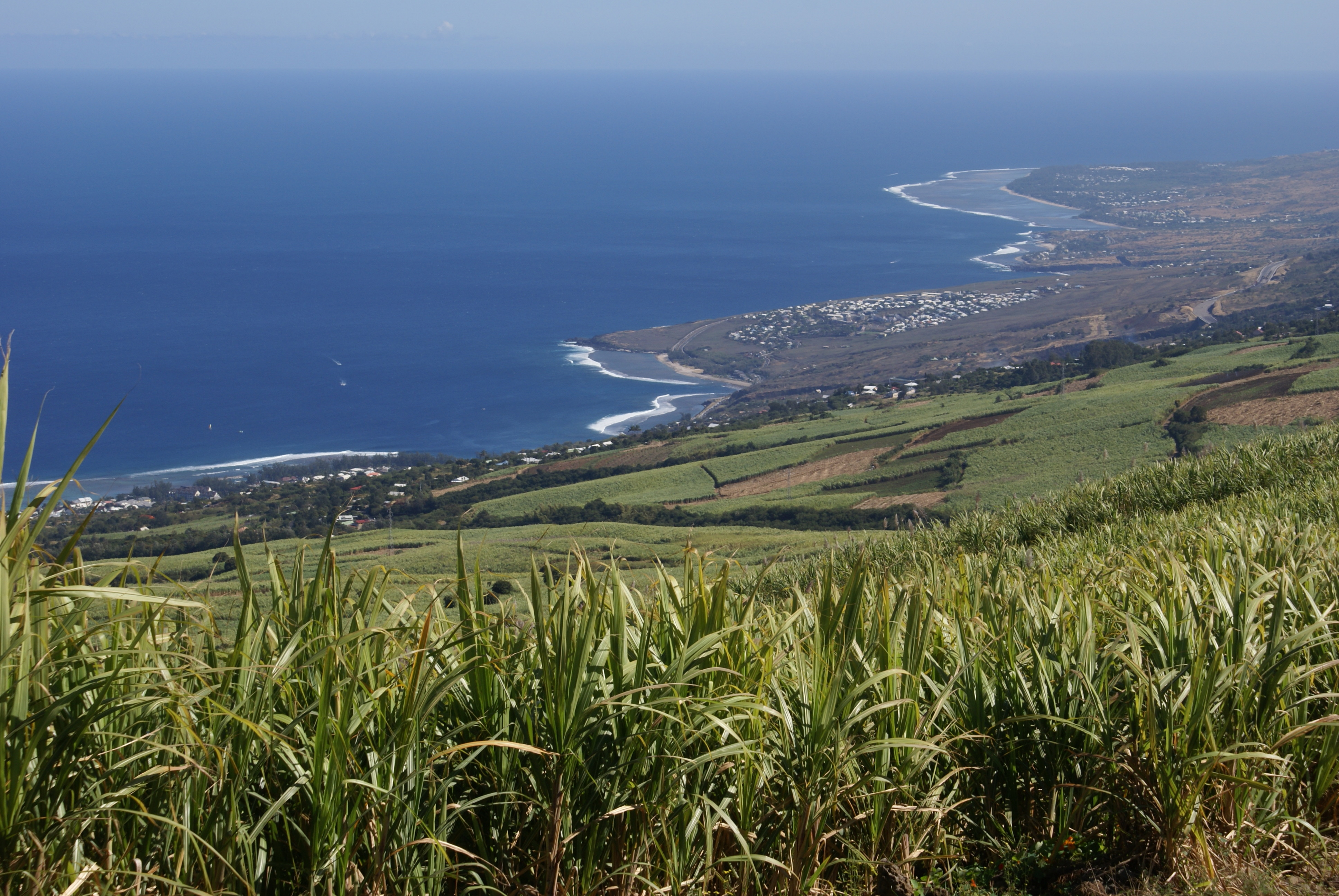
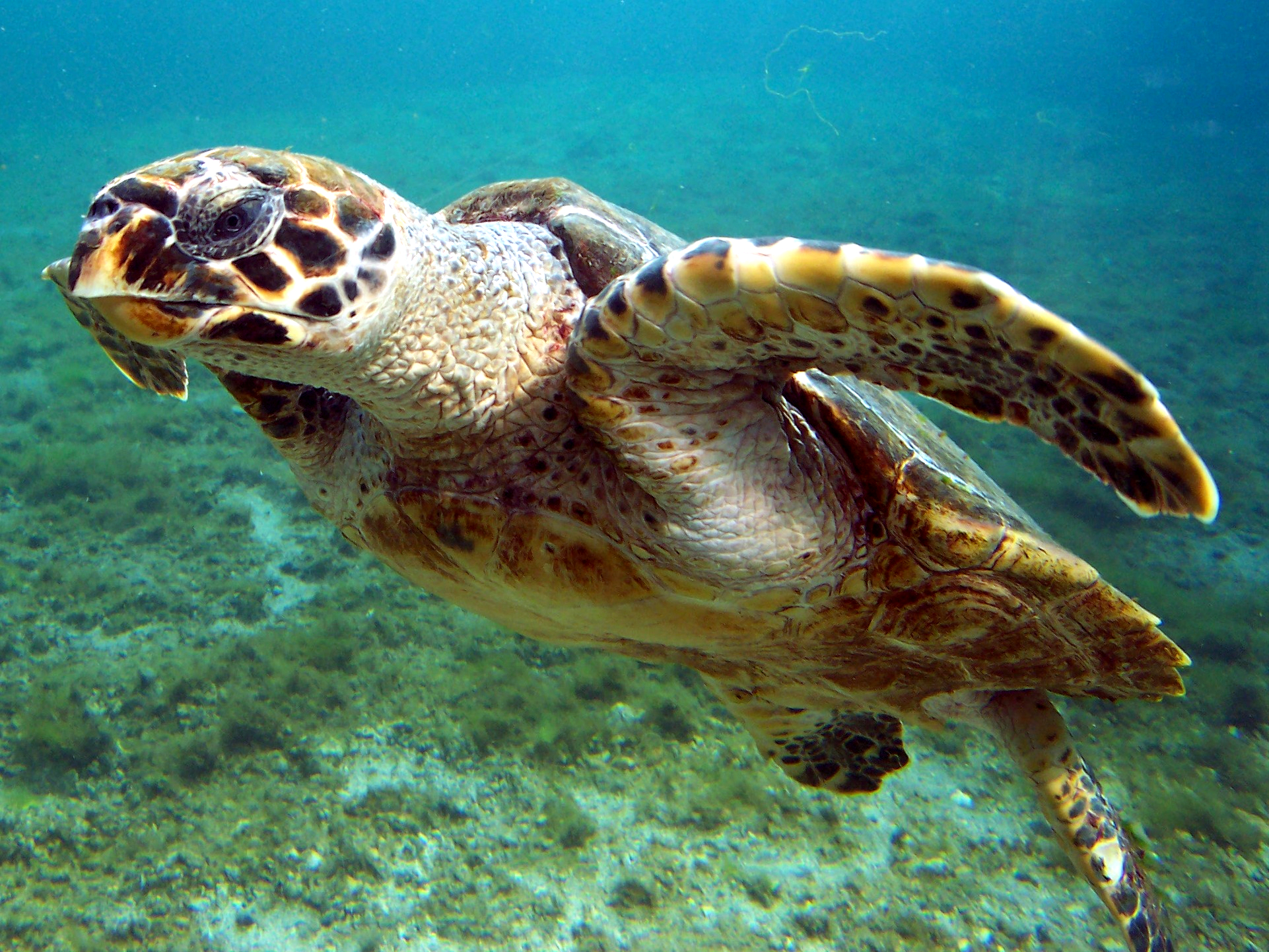
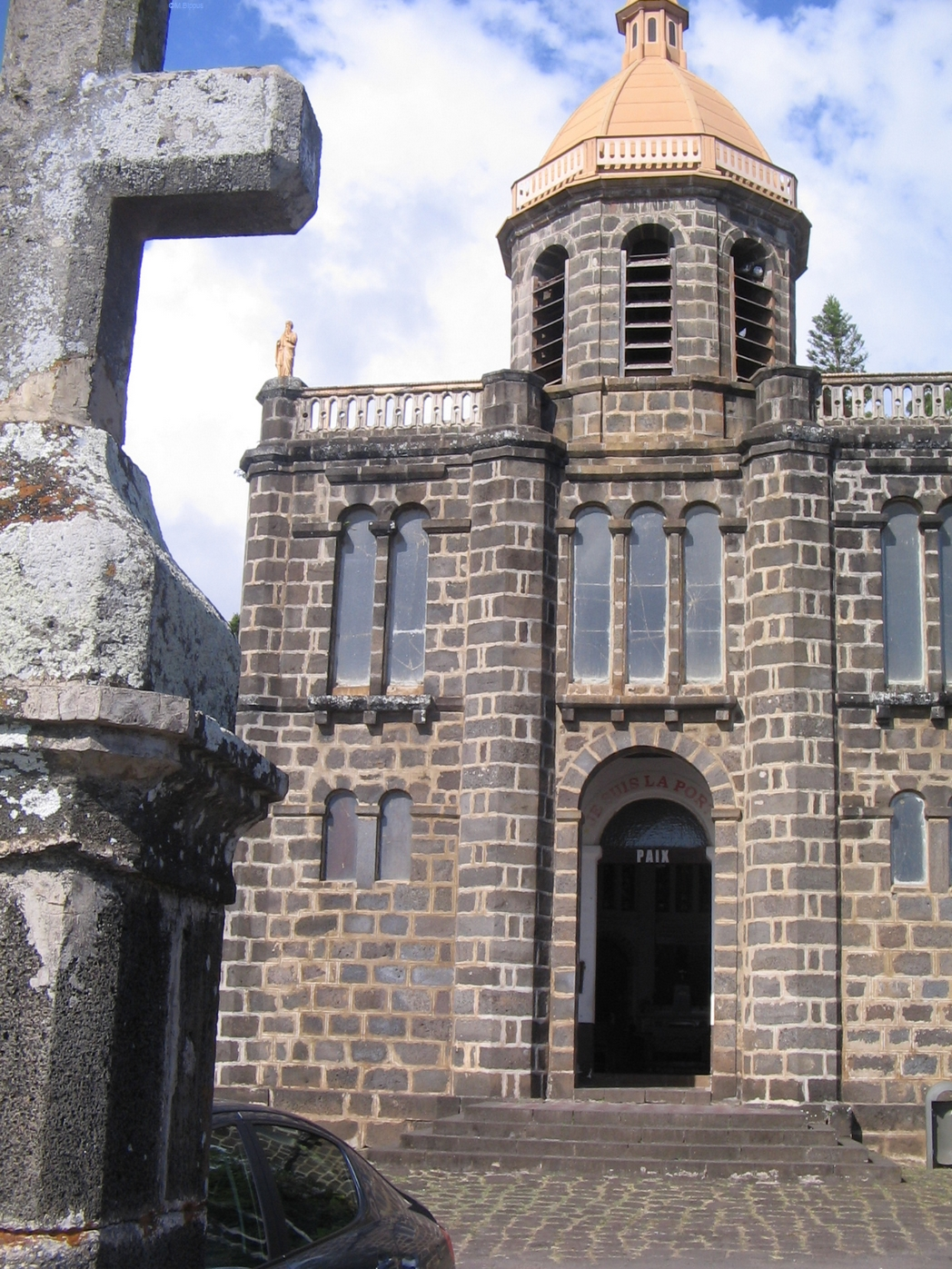
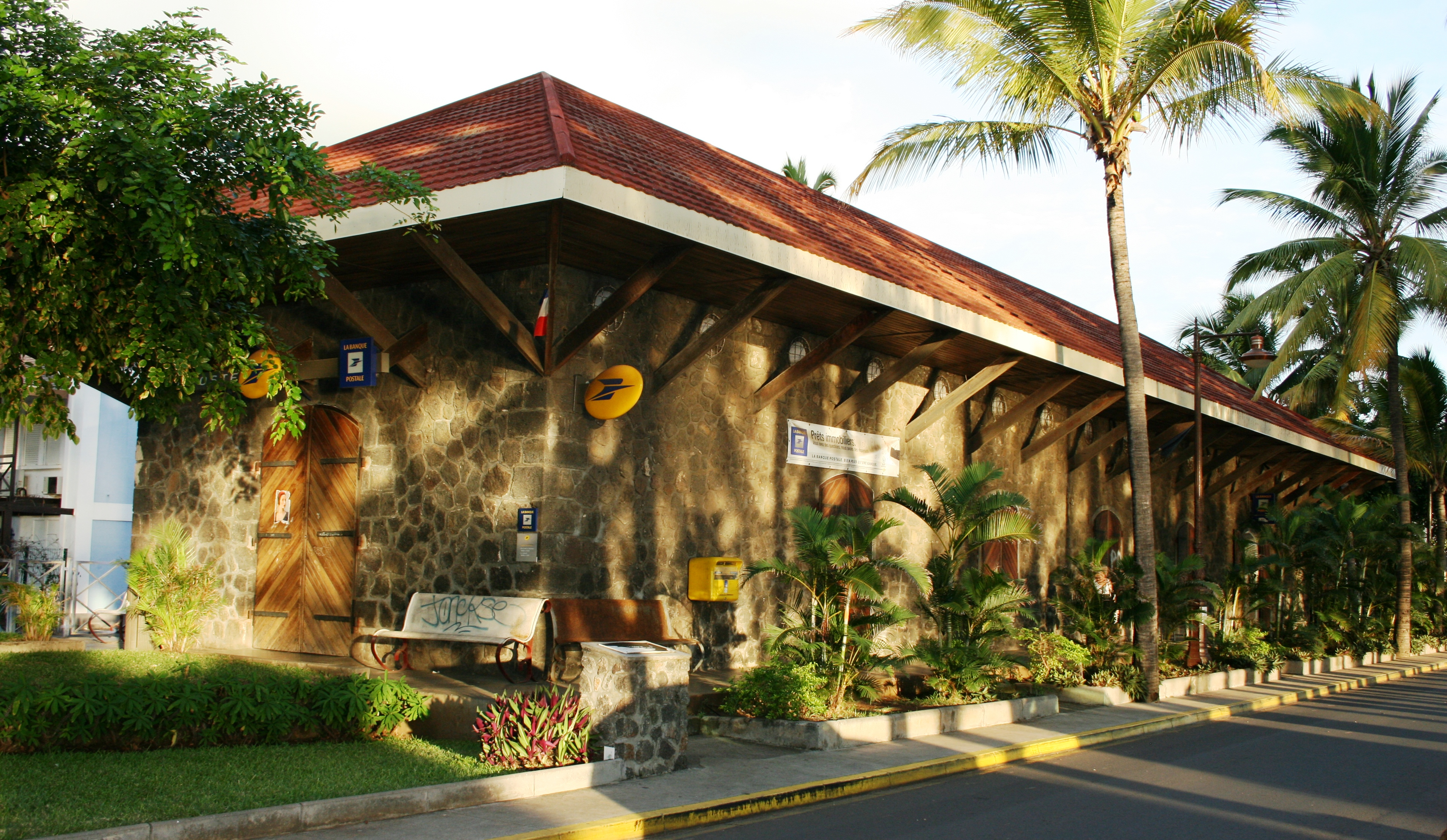
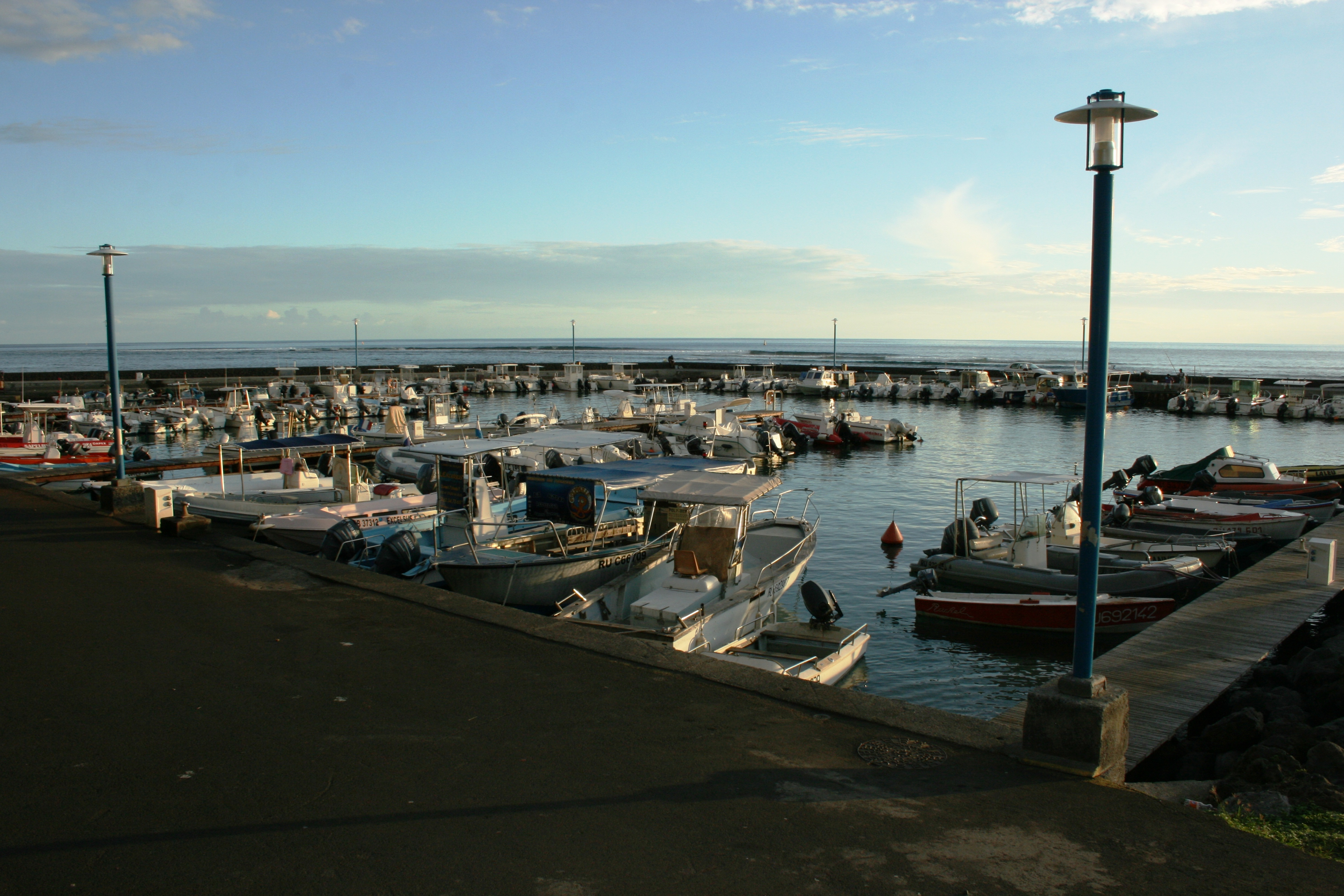
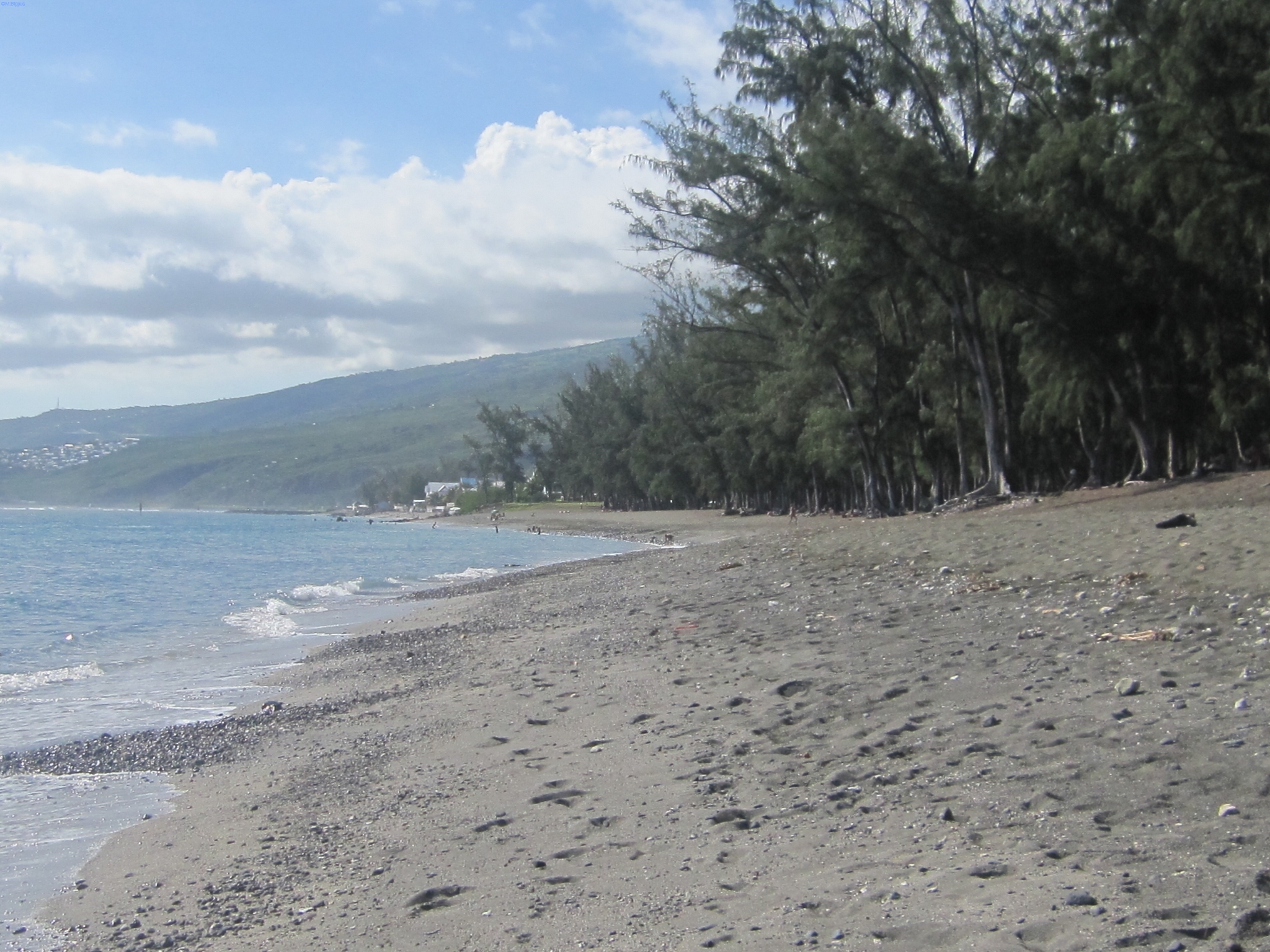